# Transformers 3
Transformers 3 (tên gốc tiếng Anh Transformers: Dark of the Moon) (tạm dịch: Robot Đại Chiến: Vùng Tối Của Mặt Trăng) là một phim điện ảnh hành động khoa học viễn tưởng của Mỹ năm 2011 do Michael Bay đạo diễn dựa trên dòng đồ chơi cùng tên của công ty Hasbro. Đây là phần phim thứ ba trong loạt phim Transformers, và là phần tiếp theo của phim điện ảnh Transformers: Bại binh phục hận công chiếu năm 2009. Đây cũng là phần đầu tiên trong loạt phim hãng DreamWorks không tham gia đồng sản xuất. Transformers 3 có sự tham gia diễn xuất của Shia LaBeouf, Josh Duhamel, John Turturro, Tyrese Gibson, Rosie Huntington-Whiteley, Patrick Dempsey, Kevin Dunn, Julie White, John Malkovich và Frances McDormand. Phim đặt mốc thời gian ba năm sau những sự kiện của Bại binh phục hận, kể lại cuộc chiến giữa các Autobot và Decepticon nhằm chiếm lấy thứ công nghệ tối tân từ quê nhà của chúng.
Phần kịch bản của Transformers 3 do Ehren Kruger đảm nhiệm, anh cũng đã từng thực hiện phần kịch bản của Bại binh phục hận trước đây. Dark of the Moon sử dụng được quay bằng cả máy quay phim 35mm thông thường lẫn máy quay 3-D. Công tác quay phim được thực hiện tại Chicago, Florida, Indiana, Milwaukee, Moskva và Washington, D.C. Phim được kết xuất đồ họa riêng với định dạng 3-D, các hiệu ứng hình ảnh của những mô hình người máy phức tạp khiến thời gian kết xuất mất nhiều thời gian hơn. Tháng 5 năm 2011, hãng Paramount thông báo thông tin đẩy lịch công chiếu của Transformers 3 từ ngày 1 tháng 7 lên ngày 29 tháng 6 năm 2011.
Các buổi chiếu ra mắt độc quyền tại một số rạp chiếu 3D và IMAX được diễn ra vào ngày 28 tháng 6 năm 2011, một ngày trước khi phim được công chiếu trên toàn thế giới với định dạng 2D, 3D và IMAX 3D—với mỗi định dạng đều được công chiếu với công nghệ âm thanh Dolby Surround 7.1. Các nhà phê bình điện ảnh đưa ra nhiều ý kiến trái chiều cho phim. Nhiều người cho rằng phim làm tốt hơn những gì Bại binh phục hận từng thể hiện, đề cao hiệu ứng kỹ xảo, phần nhạc nền của Steve Jablonsky, và các cảnh hành động 3-D, trong khi số khác lại chỉ trích phần kịch bản, lối diễn xuất của các diễn viên cũng như độ dài của phim. Transformers 3 thu về tổng cộng 1,12 tỉ USD toàn cầu, và hiện đang là phim điện ảnh có doanh thu cao thứ 13 thời đại, phim điện ảnh có doanh thu cao thứ hai của năm 2011 (xếp sau Harry Potter và Bảo bối Tử thần – Phần 2), phim điện ảnh có doanh thu cao nhất của loạt phim Transformers, và là phim điện ảnh thứ 10 có doanh thu cán mốc 1 tỉ USD. Cũng giống như phần phim đầu tiên, Transformers 3 nhận được đề cử cho ba hạng mục Biên tập âm thanh xuất sắc nhất, Hòa âm hay nhất và Hiệu ứng hình ảnh xuất sắc nhất tại Giải Oscar lần thứ 84. Phim được nối tiếp bởi Transformers 4: Kỷ nguyên hủy diệt, công chiếu năm 2014, và Transformers: Chiến binh cuối cùng, công chiếu năm 2017.

## Nội dung
Năm 1961, Tàu Ark - một tàu Cybertronian - chở theo công nghệ có khả năng kết thúc cuộc chiến tranh giữa Autobots và Decepticons bị rơi xuống "vùng tối" của Mặt Trăng. Tai nạn được NASA quan sát thấy từ Trái Đất. Tổng thống Kennedy ủy quyền một nhiệm vụ điều tra nấp dưới vỏ bọc đưa con người lên Mặt Trăng. Năm 1969, phi hành đoàn của Apollo 11 đã đặt chân lên vùng tối của Mặt Trăng. Trong đoạn này, một phi hành gia sau khi đạp bước chân đầu tiên của con người lên Mặt Trăng đã nói: "Đây là bước đi nhỏ bé của một người, nhưng là bước tiến khổng lồ của nhân loại" – câu nói bất hủ của Neil Armstrong. Hiện tại, các Autobots hỗ trợ quân đội Hoa Kỳ trong việc ngăn ngừa các xung đột trên phạm vi toàn cầu. Trong một nhiệm vụ ở Chernobyl (để điều tra công nghệ của người ngoài hành tinh), Optimus Prime đã tìm thấy một pin nhiên liệu từ tàu Ark và phát hiện ra rằng nó đã tồn tại qua cuộc hành trình từ Cybertron. Sau đó, các Autobots đã bị Shockwave tấn công nhằm tẩu thoát. Sau khi biết về nhiệm vụ bí mật trên Mặt Trăng, các Autobots đã tới đó khám phá tàu Ark. Họ phát hiện ra Sentinel Prime (cựu lãnh đạo tối cao của phe Autobots trước đây và cũng là thầy cố vấn của Optimus) đang trong trạng thái hôn mê và cũng chính ông đã phát minh những trụ cột - một phương tiện để thiết lập một cầu không gian giữa hai điểm dịch chuyển.Sau khi trở về Trái Đất, Optimus sử dụng năng lượng Ma trận năng lực lãnh đạo của mình để hồi sinh Sentinel Prime.
Trong khi đó, Sam Witwicky đang cảm thấy thất vọng vì anh không thể phối hợp với Autobots và chưa tìm được việc làm. Anh cũng ghen tị với mối quan hệ gần gũi giữa bạn gái mới của mình là Carly Spencer và ông chủ của cô là Dylan Gould. Khi tìm được việc làm, Sam được Jerry Wang cung cấp thông tin về Ark. Trước khi Jerry bị Decepticon Laserbeak ám sát. Sam liên lạc với Seymour Simmons, và họ nhận ra rằng Decepticons và lãnh đạo của họ Megatron đang cố gắng giết người kết nối thông tin với nhiệm thám hiểm tàu Ark của Nga và Mỹ. Họ xác định vị trí 2 phi hành gia may mắn sống sót của Nga, 2 người này đã thấy hình ảnh của hàng trăm trụ cột ở trên Mặt Trăng thông qua vệ tinh. Sam nhận ra rằng các Decepticons đã đột kích Ark từ rất lâu trước khi sứ mệnh Apollo 11 lên Mặt Trăng và chúng cố tình bỏ lại Sentinel cùng năm trụ cột ở lại để lừa các Autobots tìm đến vì Sentinel chính là chìa khóa duy nhất kích hoạt được các trụ cột và phe Decepticons lại thiếu công nghệ để phục hồi ông ta. Các Autobots vội vàng trở lại căn cứ của họ để bảo vệ Sentinel nhưng Sentinel phản bội họ và giết chết Ironhide, ông tiết lộ một thỏa thuận với Megatron để đảm bảo sự tồn tại của các chủng tộc Cybertronian.
Sentinel sử dụng các trụ cột để vận chuyển hàng trăm robot Decepticons từ Mặt Trăng đến Trái Đất, Carly bị Gould bắt khi cô bắt gặp Gould đang làm việc cho Deceptions. Sam đến cứu Carly cũng bị bắt, phải làm kẻ dò la về kế hoạch phục thù của Autobots bằng cách để con robot nhện – đồng hồ đeo tay "sống" (giống như đeo đồng hồ) trên cánh tay của Sam, nếu cậu ta có ý chống đối thì ngay lập tức sẽ bị hành hạ bởi cơn đau dữ dội từ chiếc đồng hồ đeo tay. Tuy nhiên, có vẻ các Autobots đã biết được việc Sam bị bắt làm kẻ gián điệp bất đắc dĩ nên họ đã không tiết lộ bất cứ chuyện gì, thậm chí đánh trống lảng hoặc chuyển sang "Anh mãi là bạn của chúng tôi" khi Sam hỏi về kế hoạch phục thù. Các Autobots bị trục xuất khỏi Trái Đất để tránh chiến tranh, nhưng khi tàu của họ mới vừa khởi hành thì đã bị Starscream - Phó tướng của Megatron – bắn nổ và dường như họ đã chết (thực ra họ đã biết trước kế hoạch này nên họ đã trốn ở dưới bệ phóng phi thuyền). Megatron và Sentinel chỉ huy Decepticons lấy Chicago là trụ sở của họ trên Trái Đất. Gould để lộ với Carly rằng kế hoạch của Decepticons là vận chuyển hành tinh mẹ của họ là Cybertron đến dải ngân hà, sau đó nô lệ hóa nhân loại và sử dụng tài nguyên của Trái Đất để xây dựng lại thế giới của họ. Sam cùng với đội trưởng Không quân Hoa Kỳ - Robert Epps, đi vào Chicago để cứu Carly, nhưng thất bại thảm hại và có nguy cơ bị tiêu diệt khi đối đầu với lực lượng Decepticon, trước khi các Autobots đến hỗ trợ.
Các Autobots và quân đội loài người đoàn kết với nhau để cố gắng để giải cứu Carly và tiêu diệt Laserbeak, Soundwave, Barricade, Starscream, và Shockwave. Optimus đã sử dụng khẩu súng ở cánh tay của Shockwave phá nổ Cột kiểm soát, vô hiệu hóa cầu không gian. Sam tấn công Gould khi hắn đang cố gắng kích hoạt lại trụ điều khiển, anh đã đẩy được hắn vào trụ và hắn bị điện giật chết. Bumblebee và Ratchet đến và phá hủy trụ điều khiển, làm cho cây cầu ngừng hoạt động và khiến cho phần Cybertron đã được di chuyển đến Hệ mặt trời bị nổ. Sau đó, khi Optimus và Sentinel đang chiến đấu trực diện thì Carly đến "khích" Megatron rằng Megatron đã không còn đứng đầu Deception nữa mà đã bị Sentinel chiếm quyền. Và khi Sentinel đã chặt cánh tay phải của Optimus thì Megatron tấn công Sentinel và bắn hắn, Optimus lấy đầu Megatron và ông nói với Sentinel rằng:"Ông không phản bội tôi, nhưng ông đã phản bội chính mình" rồi bắn chết Sentinel. Từ đó, Sam và Carly đoàn tụ và Trái Đất trở thành ngôi nhà của các Autobots.

### Kết thúc
Trong kết thúc gốc, lời đề nghị đình chiến của Megatron có vẻ chân thành hơn nhiều; hắn quỳ xuống và tuyên bố rằng hắn đã chán chiến đấu, rằng hắn sẽ ra lệnh cho tất cả Decepticons rút lui và rằng chiến tranh đã kết thúc. Optimus Prime ban đầu tỏ ra nghi ngờ, nhưng khi Megatron đề nghị để Optimus giết anh ta như một giải pháp thay thế, Optimus miễn cưỡng chấp nhận. 
Cái kết này được sử dụng cho tiểu thuyết và chuyển thể truyện tranh. Nhiều tháng trước khi bộ phim thực sự được phát hành, vào ngày 5 tháng 5 năm 2011, sáu ngày trước khi bộ sưu tập bìa mềm thương mại được phát hành chính thức, các trang xem trước từ bộ truyện tranh chuyển thể của IDW đã bị Amazon rò rỉ, tiết lộ cho một lượng lớn người hâm mộ về tình tiết chính trong sự phản bội của Sentinel Prime mà toàn bộ bộ phim xoay quanh. Phát hiện này đã nhanh chóng được đăng trên một số trang web dành cho người hâm mộ Transformers lớn, thường không có cảnh báo tiết lộ nội dung. Vụ rò rỉ đã thuyết phục Michael Bay thực thi một lệnh hành pháp, cấm bất kỳ phần tiền truyện hoặc chuyển thể nào của bộ phim thứ tư và thứ năm để ngăn chặn một sự cố tương tự xảy ra một lần nữa. 

## Diễn viên

### Con người
- Shia LaBeouf trong vai Sam Witwicky, cháu của một người thám hiểm Bắc Cực, ông cậu tìm đã vô tình khám phá ra một bí mật lớn, niềm hy vọng của Trái Đất.
- Rosie Huntington-Whiteley trong vai Carly Spencer, người yêu mới của Sam.
- Josh Duhamel trong vai Đại úy William Lennox, chỉ huy của một lực lượng quân đặc biệt đóng căn cứ tại SOCCENT thuộc Qatar.
- Tyrese Gibson trong vai Robert Epps, một sĩ quan cấp cao của Lực lượng Chiến Thuật Công nghệ Không Quân Hoa Kỳ, một binh sĩ của đội Lennox.
- John Turturro trong vai Đặc vụ Seymour Simmons, từng là thành viên của Đội Quân khu 7.
- Rachael Taylor trong vai Maggie Madsen, một nhà phân tích của Bộ Phòng Ngự thuộc Lầu Năm Góc.
- Anthony Anderson trong vai Glen Whitmann, một hacker và là bạn của Maggie.
- Kevin Dunn - Ron Witwicky, bố của Sam.
- Julie White - Judy Witwicky, mẹ của Sam.
- Jon Voight trong vai John Keller, Bộ trưởng Bộ Quốc phòng Hoa Kỳ.
- Michael O'Neill trong vai Tom Banachek, chỉ huy Bộ phận Nghiên cứu Dò Tìm Cấp Cao thuộc Quân khu 7.
- Amaury Nolasco trong vai ACWO Jorge "Fig" Figueroa, một binh sĩ quân chủng đặc biệt sống sót sau khi căn cứ bị phá hủy, đồng thời cũng là thành viên nhóm Lennox.
- Zack Ward trong vai Thiếu úy Donnelly, thành viên SWAT.
- Bernie Mac vai Bobby Bolivia, người bán xe.

### Người máy

#### Autobot
- Peter Cullen lồng tiếng cho Optimus Prime (Thủ lĩnh của nhóm, là chiếc đầu máy xe tải Peterbit 379, chỉ có phần trước của xe, không có thùng kéo, nhưng trong phần này có thùng kéo chứa vũ khí).
- Mark Ryan lồng tiếng cho Bumblebee (là chiếc xe hơi màu vàng của Sam, Chevrolet Camaro đời 2013).
- Robert Foxworth lồng tiếng cho Ratchet (là chiếc xe thùng màu vàng Hummer H2 trong nhóm).
- Darius McCrary lồng tiếng cho Jazz (là chiếc xe hơi Pontiac Solstice màu bạc nhỏ nhất trong nhóm).
- Jess Harnell lồng tiếng cho Ironhide (là chiếc xe tải nhỏ GMC Topick C4500 màu đen trong nhóm).
- ???? vai Mirage (là chiếc xe Ferrari 458 Italia)
- ???? vai Sidewipe (là chiếc xe Chevrolet Corvette Stingray)
- ???? vai Sentinel Prime (Thủ lĩnh phe Autobot trước khi Optimus Prime lên nắm quyền, là chiếc xe cứu hỏa cỡ lớn)

#### Decepticon
- Hugo Weaving lồng tiếng cho Megatron (Thủ lĩnh của nhóm. là chiếc máy bay phản lực màu bạc có gắn tên lửa, một loại máy bay rất hiện đại của người Cybertron).
- Charlie Adler lồng tiếng cho Starscream (là chiếc máy bay phản lực loại thường Lockheed Martin F-22 Raptor trong nhóm).
- Jess Harnell lồng tiếng cho Barricade (là chiếc xe cảnh sát Saleen S281 trong nhóm).
- ???? vai Blackout(là chiếc máy bay trực thăng 8 cánh MH-53J Pave Low III trong nhóm).
- Jim Wood lồng tiếng cho Bonecrusher (là chiếc xe chống mìn màu vàng Buffalo H trong nhóm).
- Reni Wilson lồng tiếng cho Frenzy (là chiếc máy hát trong nhóm,sau đó biến thành điện thoại di động).
- ???? lồng tiếng cho Brawl (là chiếc xe tăng bọc thép M1 Abrams trong nhóm Decepticon)
- ???? lồng tiếng cho Soundwave (là chiếc xe Mercedes-Benz SLS AMG đời 2011)